# Matt Ryan (koszykarz)
Matthew Richard Ryan (ur. 17 kwietnia 1997 w White Plains) – amerykański koszykarz, występujący na pozycji niskiego skrzydłowego, reprezentant kraju, od 2023 zawodnik New Orleans Pelicans oraz zespołu G-League − Birmingham Squadron.
W 2015 został wybrany najlepszym koszykarzem szkół średnich stanu Nowy Jork (Mr. New York Basketball). Został też zaliczony do I składu Parade All-American. Wystąpił także w spotkaniach gwiazd Derby Classic i Jordan Classic Regional.
W 2021 reprezentował Cleveland Cavaliers podczas rozgrywek letniej ligi NBA w Las Vegas. Rok później występował w niej jako zawodnik Boston Celtics.
22 października 2023 zawarł umowę z New Orleans Pelicans na występy zarówno w NBA, jak i zespole G-League − Birmingham Squadron.

## Osiągnięcia
Stan na 6 listopada 2023, na podstawie, o ile nie zaznaczono inaczej.

### NCAA
- Uczestnik rozgrywek:
  - Elite 8 turnieju NCAA (2016)
  - II rundy turnieju NCAA (2016, 2017)
- Zaliczony do:
  - składu All-ACC Academic Team (2016)
  - II składu All-SoCon (2020)
- Lider konferencji Southern w liczbie celnych rzutów za 3 punkty (2020 – 88)

### Reprezentacja
- Uczestnik amerykańskich kwalifikacji do mistrzostw świata (2021–2023)[8]